# Sân vận động Công viên các Hoàng tử
Sân vận động Công viên các Hoàng tử (tiếng Pháp: Parc des Princes; phát âm tiếng Pháp: [paʁk de pʁɛ̃s]) là một sân vận động bóng đá toàn chỗ ngồi ở Paris, Pháp. Sân nằm ở phía tây nam thủ đô nước Pháp, bên trong Quận 16, gần Sân vận động Jean-Bouin và Sân vận động Roland Garros.
Với sức chứa 47.929 khán giả, đây là sân nhà của Paris Saint-Germain kể từ năm 1974. Trước khi Stade de France được khánh thành vào năm 1998, đây cũng là sân nhà của đội tuyển bóng đá quốc gia Pháp và đội tuyển rugby union quốc gia Pháp. Sân vận động Công viên các Hoàng tử bao gồm bốn khán đài đều có mái che và được lắp ghế ngồi toàn bộ. Các khán đài có tên gọi chính thức là Khán đài Borelli, Khán đài Auteuil, Khán đài Paris và Khán đài Boulogne.
Được thiết kế bởi các kiến trúc sư Roger Taillibert và Siavash Teimouri, phiên bản hiện tại của Sân vận động Công viên các Hoàng tử chính thức được khánh thành vào ngày 25 tháng 5 năm 1972. Sân được xây dựng với chi phí 80–150 triệu franc. Sân vận động này là sân vận động thứ ba được xây dựng trên địa điểm, với sân vận động đầu tiên được khánh thành vào năm 1897 và sân thứ hai là vào năm 1932.
PSG đã thiết lập kỷ lục khán giả tại sân nhà vào năm 1983, khi 49.575 khán giả chứng kiến chiến thắng 2–0 của câu lạc bộ trước Waterschei ở tứ kết UEFA Cup Winners' Cup. Tuy nhiên, đội tuyển rugby union quốc gia Pháp đang giữ kỷ lục khán giả mọi thời đại của sân vận động. Đội đã đánh bại Wales với tỷ số 31–12 trước 50.370 khán giả, trong giải đấu Five Nations Championship 1989.

## Các trận đấu thể thao lớn

### World Cup 1938
| Ngày                | Thời gian (WEST) | Đội #1  | Kết quả    | Đội #2    | Vòng            | Khán giả |
| ------------------- | ---------------- | ------- | ---------- | --------- | --------------- | -------- |
| 4 tháng 6 năm 1938  | 17:00            | Thụy Sĩ | 1–1 (h.p.) | Đức       | Vòng 1          | 27.152   |
| 9 tháng 6 năm 1938  | 18:00            | Đức     | 2–4        | Thụy Sĩ   | Vòng 1 (đá lại) | 20.025   |
| 16 tháng 6 năm 1938 | 18:00            | Hungary | 5–1        | Thụy Điển | Bán kết         |          |

### Giải vô địch rugby league thế giới 1954
| Ngày                 | Thời gian (CET) | Đội #1 | Kết quả | Đội #2      | Vòng      | Khán giả |
| -------------------- | --------------- | ------ | ------- | ----------- | --------- | -------- |
| 30 tháng 10 năm 1954 |                 | Pháp   | 22–13   | New Zealand | Vòng 1    | 13.240   |
| 13 tháng 11 năm 1954 |                 | Pháp   | 12–16   | Anh Quốc    | Chung kết | 30.368   |

### Euro 1960
| Ngày                | Thời gian (CET) | Đội #1  | Kết quả    | Đội #2 | Vòng      | Khán giả |
| ------------------- | --------------- | ------- | ---------- | ------ | --------- | -------- |
| 6 tháng 7 năm 1960  | 20:00           | Pháp    | 4–5        | Nam Tư | Bán kết   | 26.370   |
| 10 tháng 7 năm 1960 | 21:30           | Liên Xô | 2–1 (h.p.) | Nam Tư | Chung kết | 17.966   |

### Giải vô địch rugby league thế giới 1972
| Ngày                | Thời gian (CET) | Đội #1 | Kết quả | Đội #2      | Vòng   | Khán giả |
| ------------------- | --------------- | ------ | ------- | ----------- | ------ | -------- |
| 1 tháng 11 năm 1972 |                 | Úc     | 9–5     | New Zealand | Vòng 1 | 8.000    |

### Euro 1984
| Ngày                | Thời gian (CEST) | Đội 1   | Kết quả | Đội 2       | Vòng      | Khán giả |
| ------------------- | ---------------- | ------- | ------- | ----------- | --------- | -------- |
| 12 tháng 6 năm 1984 | 20:30            | Pháp    | 1 - 0   | Đan Mạch    | Bảng 1    | 47.570   |
| 20 tháng 6 năm 1984 | 20:30            | Tây Đức | 0 - 1   | Tây Ban Nha | Bảng 2    | 47.691   |
| 27 tháng 6 năm 1984 | 20:00            | Pháp    | 2 - 0   | Tây Ban Nha | Chung kết | 47.368   |

### Giải vô địch bóng bầu dục thế giới 1991
| Ngày                 | Thời gian (CEST) | Đội 1 | Kết quả | Đội 2 | Vòng   | Khán giả |
| -------------------- | ---------------- | ----- | ------- | ----- | ------ | -------- |
| 19 tháng 10 năm 1991 |                  | Pháp  | 10–19   | Anh   | Tứ kết | 48.500   |

### World Cup 1998
| Ngày                | Thời gian (CEST) | Đội 1     | Kết quả | Đội 2    | Vòng          | Khán giả |
| ------------------- | ---------------- | --------- | ------- | -------- | ------------- | -------- |
| 15 tháng 6 năm 1998 | 21:00            | Đức       | 2 - 0   | Hoa Kỳ   | Bảng F        | 45.500   |
| 19 tháng 6 năm 1998 | 17:30            | Nigeria   | 1 - 0   | Bulgaria | Bảng D        | 45.500   |
| 21 tháng 6 năm 1998 | 17:30            | Argentina | 5 - 0   | Jamaica  | Bảng H        | 45.500   |
| 25 tháng 6 năm 1998 | 16:00            | Bỉ        | 1 - 1   | Hàn Quốc | Bảng E        | 45.500   |
| 28 tháng 6 năm 1998 | 21:00            | Brasil    | 4 - 1   | Chile    | Vòng 16 đội   | 45.500   |
| 11 tháng 7 năm 1998 | 21:00            | Hà Lan    | 1 - 2   | Croatia  | Tranh hạng ba | 45.500   |

### Giải vô địch bóng bầu dục thế giới 2007
| Ngày                 | Thời gian (CEST) | Đội #1  | Kết quả | Đội #2     | Vòng                  | Khán giả |
| -------------------- | ---------------- | ------- | ------- | ---------- | --------------------- | -------- |
| 9 tháng 9 năm 2007   | 16:00            | Nam Phi | 59–7    | Samoa      | Bảng A                | 46.575   |
| 19 tháng 9 năm 2007  | 20:00            | Ý       | 31–5    | Bồ Đào Nha | Bảng C                | 45.476   |
| 28 tháng 9 năm 2007  | 21:00            | Anh     | 36–20   | Tonga      | Bảng A                | 45.085   |
| 30 tháng 9 năm 2007  | 17:00            | Ireland | 15–30   | Argentina  | Bảng D                | 45.450   |
| 19 tháng 10 năm 2007 | 21:00            | Pháp    | 10–34   | Argentina  | Tranh huy chương đồng | 45.958   |

### Euro 2016
Sân vận động này được tổ chức 5 trận đấu, bao gồm 4 trận vòng bảng và 1 trận ở vòng 16 đội.
| Ngày                | Giờ (CEST) | Đội #1      | Kết quả | Đội #2      | Vòng        | Khán giả |
| ------------------- | ---------- | ----------- | ------- | ----------- | ----------- | -------- |
| 12 tháng 6 năm 2016 | 15:00      | Thổ Nhĩ Kỳ  | 0 - 1   | Croatia     | Bảng D      | 43.842   |
| 15 tháng 6 năm 2016 | 18:00      | România     | 1 - 1   | Thụy Sĩ     | Bảng A      | 43.576   |
| 18 tháng 6 năm 2016 | 21:00      | Bồ Đào Nha  | 0 - 0   | Áo          | Bảng F      | 44.291   |
| 21 tháng 6 năm 2016 | 18:00      | Bắc Ireland | 0 - 1   | Đức         | Bảng C      | 44.125   |
| 25 tháng 6 năm 2016 | 18:00      | Wales       | 1 - 0   | Bắc Ireland | Vòng 16 đội | 44.342   |

### Giải vô địch bóng đá nữ thế giới 2019
| Ngày                | Giờ (CEST) | Đội 1     | Kết quả | Đội 2      | Vòng        | Khán giả |
| ------------------- | ---------- | --------- | ------- | ---------- | ----------- | -------- |
| 7 tháng 6 năm 2019  | 21:00      | Pháp      | 4 - 0   | Hàn Quốc   | Bảng A      | 45.261   |
| 10 tháng 6 năm 2019 | 18:00      | Argentina | 0 - 0   | Nhật Bản   | Bảng D      | 25.055   |
| 13 tháng 6 năm 2019 | 21:00      | Nam Phi   | 0 - 1   | Trung Quốc | Bảng B      | 20.011   |
| 16 tháng 6 năm 2019 | 18:00      | Hoa Kỳ    | 3 - 0   | Chile      | Bảng F      | 45.594   |
| 19 tháng 6 năm 2019 | 21:00      | Scotland  | 3 - 3   | Argentina  | Bảng D      | 28.205   |
| 24 tháng 6 năm 2019 | 21:00      | Thụy Điển | 1 - 0   | Canada     | Vòng 16 đội | 38.078   |
| 28 tháng 6 năm 2019 | 21:00      | Pháp      | 1 - 2   | Hoa Kỳ     | Tứ kết      | 45.595   |

### Vòng loại World Cup 2022
| Ngày                 | Giờ   | Đội  | Kết quả | Đội        | Vòng   |
| -------------------- | ----- | ---- | ------- | ---------- | ------ |
| 13 tháng 11 năm 2021 | 20:45 | Pháp | 8 - 0   | Kazakhstan | Bảng D |

## Hình ảnh

Lối vào Sân vận động Công viên các Hoàng tửLối vào Sân vận động Công viên các Hoàng tử
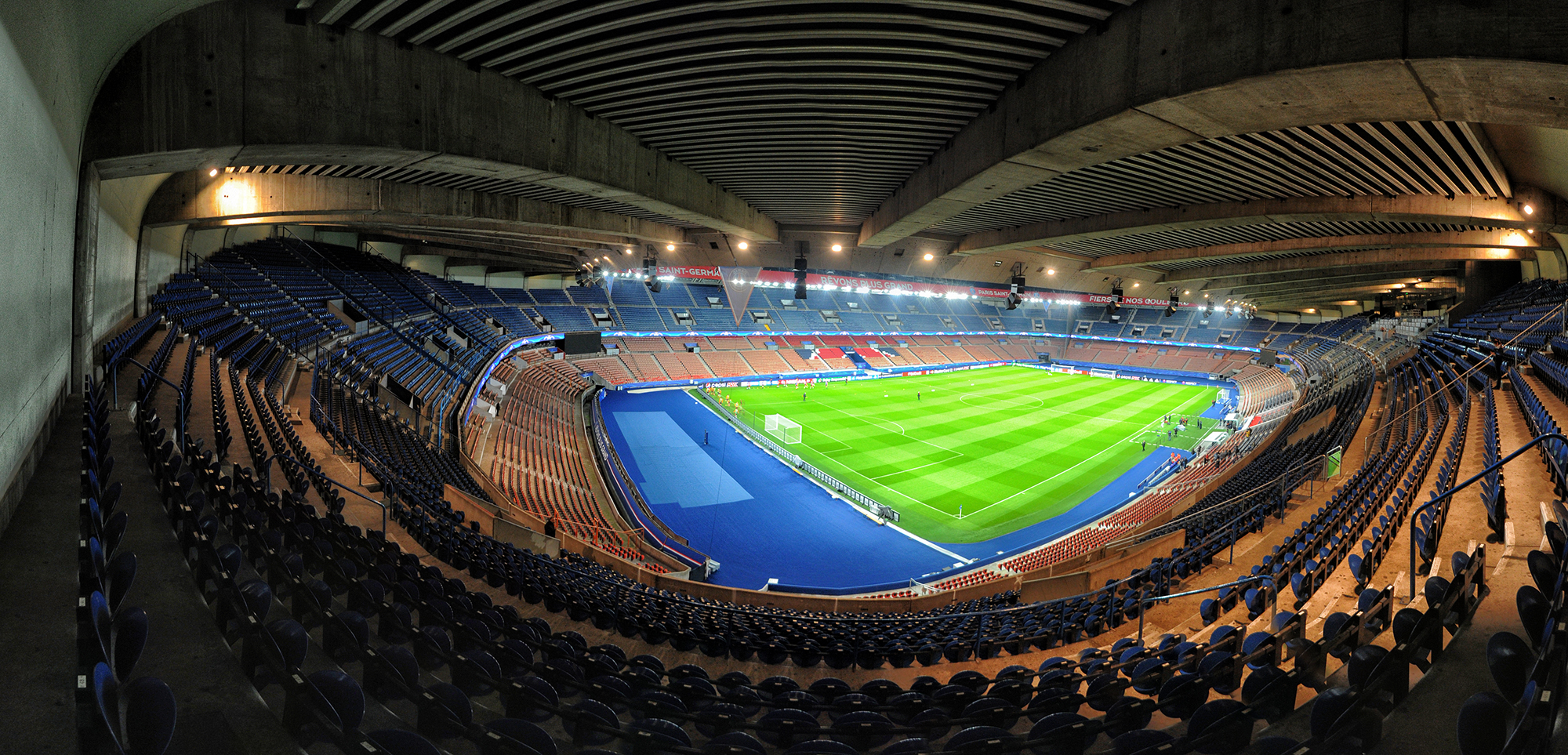
Toàn cảnh sân vận động
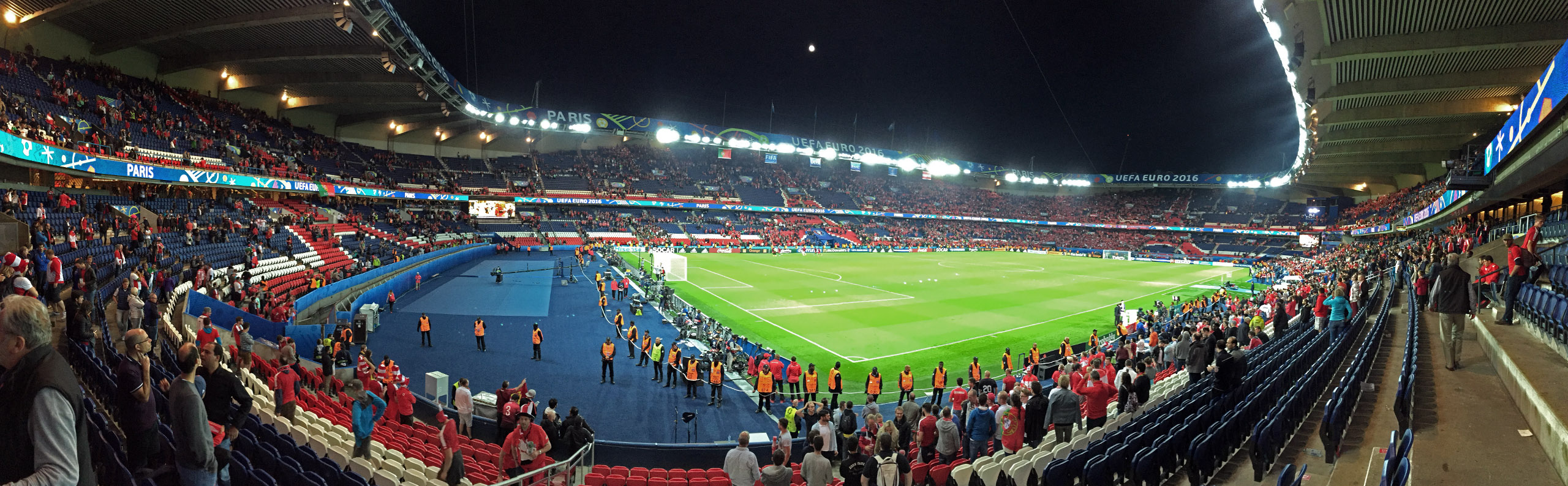
Quang cảnh sân vận động trong thời gian diễn ra Giải vô địch bóng đá châu Âu 2016
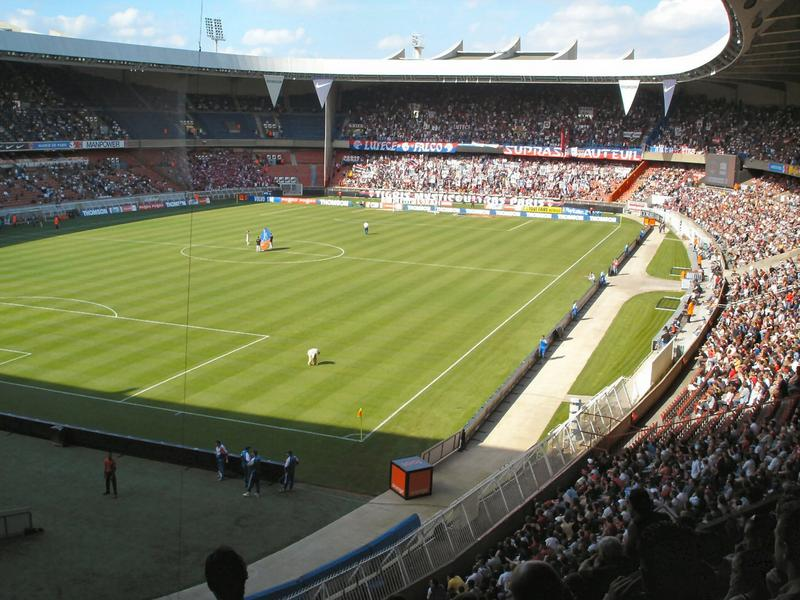
Ultras PSG nhìn từ khán đài Boulogne, năm 2006

### Các trang web chính thức
- PSG.FR - Trang web chính thức của Paris Saint-Germain